# بران (شخصیت)
بران (انگلیسی: Bronn) یک شخصیت خیالی در مجموعه داستان‌های خیالی-حماسی ترانه یخ و آتش اثر نویسندهٔ آمریکایی جرج آر. آر. مارتین و اقتباس تلویزیونی آن بازی تاج‌وتخت است.
بران، جنگجویی مزدور، مکار و بسیار ماهر و از خانواده‌ای بی‌اصل‌ونسب است که نخستین بار در رمان بازی تاج‌وتخت (۱۹۹۶) معرفی می‌شود و بعد در نبرد پادشاهان (۱۹۹۸) و طوفان شمشیرها (۲۰۰۰) نیز حضور می‌یابد.
نقش این شخصیت خیالی را در مجموعهٔ تلویزیونی بازی تاج‌وتخت که محصول اچ‌بی‌او است، جروم فلین ایفا می‌کند.

## ویژگی‌های شخصیتی
بران زبانی طعنه‌آمیز و نیش‌دار دارد و طبعِ طنزش، تلخ و تیره است. او دیدگاهی عمل‌گرایانه و غیراخلاقی به زندگی دارد. با این حال، کاملاً بی‌عاطفه و سنگدل هم نیست. او پس از تصمیم واقع‌گرایانه‌اش مبنی بر نجنگیدن برای تیریون لنیستر در جریان دومین محاکمه او از طریق دوئل، آشکارا احساس همدردی و دلسوزی خود را به وی ابراز می‌دارد. تیریون لنیستر از او می‌پرسد که آیا حاضر است کودکی را در مقابل دیدگان مادرش، بدون هیچگونه پرسشی بکشد. او پاسخِ رد می‌دهد و می‌گوید که اول بهای انجام اینکار را می‌پرسد که نشان می‌دهد، او ممکن است کارهای غیراخلاقی بکند، اما آن را مجانی یا تنها برای آنکه به او دستور داده شده‌است، انجام نمی‌دهد. جدایِ ذات حریص و طماع بران که اغلب توسط شوالیه‌های نیکنام دیگر تحقیر و تمسخر می‌شود، او مبارزی ماهر و خطرناک است.
شخصیت «بران» و کارهایی که انجام می‌دهد، بیشتر از نگاهِ دیگران و از جمله کتلین استارک و تیریون لنیستر مشاهده یا توصیف می‌شود و در رمان اصلی، یک شخصیتِ فرعی و پشت‌صحنه است.